# Эрнман, Малена
Мале́на Э́рнман (швед. Malena Ernman; род. 4 ноября 1970, Уппсала) — шведская оперная певица (колоратурное меццо-сопрано). Является членом Шведской королевской музыкальной академии. Представительница Швеции на Евровидение 2009.
Мать экоактивистки Греты Тунберг, убедившей её отказаться от международной оперной карьеры из-за воздействия авиации на окружающую среду.

## Биография

### Ранние годы
Малена провела детство и школьные годы в маленьком городке Сандвикене в Швеции. Эрнман училась в Королевской музыкальной академии в Стокгольме, в музыкальной консерватории в Орлеане во Франции и в школе Королевской шведской оперы.
С шести лет Малена начала петь в хоре Coromanterna в родном городе Сандвикене и впитала традиции шведского хорового исполнительства. Затем, уже будучи студенткой, была участницей хора Шведского радио под руководством прославленного дирижёра Эрика Эрикссона.

### Опера
Дебют Малены в Швеции произошёл после окончания оперной школы в 1998, в роли Кая в опере «Sven David Sandströms» и в роли Розины в «Севильском цирюльнике» Джоакино Россини в Шведской королевской опере, где она позже также спела главные партии в операх «Кармен» и «Золушка».
В это же время, Малена исполнила ряд ролей в Берлинской опере (Керубино в «Свадьбе Фигаро», Розина в «Севильском цирюльнике» и Роберто в «Гризельде» Скарлатти).
Её международный дебют произошёл в 1999 году в роли Нерона в опере «Агриппина» Генделя в театрах Ла Монне в Брюсселе и Театре Елисейских полей в Париже.
Малена Эрнман приняла участие в фестивале Glyndebourne Festival (Нэнси в «Альберт Херринг» и Орловский в «Летучей мыши»).
В 2004 году она исполнила партию Донны Эльвиры в опере «Дон Жуан» Моцарта в театре Ла Монне в Брюсселе. И на фестивалях d’Aix en Provence, Wiener Festwochen.
В 2005 году она исполнила главную роль на мировой премьере оперы «Джули» в театре Ла Монне в Брюсселе, а также на фестивалях Wiener Festwochen и d’Aix en Provence.
2006 году она исполнила партию Нерона в опере «Коронация Поппеи» в Берлине и в театре Ла Монне в Брюсселе. В том же году на фестивале в Вене она дебютировала в роли Дидоны в опере «Дидона и Эней» Генри Пёрселла, а затем Аннио в опере «Милосердие Тита» на Зальцбургском фестивале.
В 2007 году она пела Сесто в опере «Юлий Цезарь» Генделя в Вене, Керубино в «Свадьбе Фигаро» Моцарта в d’Aix en Provence и Нерона в «Коронации Поппеи» в Оперном театре Амстердама.
В 2008 году Малена Эрнман вернулась в Королевскую оперу в Стокгольме, где исполнила главную партию в опере Джоакино Россини «Золушка». Осенью она вновь спела заглавную партию в  опере «Дидона и Эней» в Опера Комик в Париже.
В 2009 году она спела Анджелину в «Золушке» в опере Франкфурта и в конце апреля она пела эту же роль в Королевской опере в Стокгольме.
В марте 2010 она дебютировала в роли Идоманта в опере Моцарта «Идоменей» в Ла Монне в Брюсселе. Она пела многочисленные концерты в Скандинавии и Германии, в том числе один в Sthlm Globe Arena с Андреа Бочелли.

### Концерты
В 2001—2002 выступала с концертами в Токио (исполняла Bach’s St. John Passion in Notre Dame de Paris, Реквием Моцарта), в 2004—2005 пела в Wigmore Hall (небольшой концертный зал камерной музыки в Лондоне).
Малена выступала в Токио, Берлине, Мадриде, Риме, Париже, Лос-Анджелесе со многими известными дирижёрами, такими, как Марк Минковски, Даниэль Баренбойм, Эса-Пекка Салонен, Николаус Арнонкур, Филипп Херревеге, Рене Якобс, Саймон Рэттл.

### Мелодифестивален и Евровидение
14 марта в Стокгольме в финале конкурса Мелодифестивален была названа победителем с результатом 182 балла (отрыв от Каролин аф Угглас составил 11 баллов) и стала представителем Швеции на Евровидении 2009. Она, выступив в первом полуфинале с композицией «La Voix» и заняв 4 место, прошла в финал конкурса, где заняла 21 место с 33 баллами.

### Семья
Малена вышла замуж за актёра Сванте Тунберга. У них есть две дочери: Грета и Беата.
Родители Малены — Ларс и Ева Эрнман.

## Дискография

### Альбомы
- 2000: Naïve (KMH)
- 2001: Cabaret Songs (BIS)
- 2003: Songs in Season (Nytorp Musik)
- 2003: My Love (BIS)
- 2009: La Voix du Nord
- 2010: Santa Lucia – En klassisk jul (Рождественский альбом)
- 2011: Opera di Fiori (Roxy Recordings/Universal)
- 2013: I decembertid
- 2014: SDS
- 2016: Sverige

### Сборники
- Songs in Season (Nytorp Musik)
- Nachtgesänge (Col legno)

### Синглы
- 2009: La voix
- 2010: Min plats på jorden

## Награды
- Litteris et Artibus (2011)